# Christiaan Brunings (1756-1826)
Christiaan Brunings (Homburg, 13 augustus 1756 - Leiden, 30 maart 1826) was een waterbouwkundig opzichter, lid van de waterbouw-familie Brunings. Hij is de zoon van Christiaan Brunings, predikant en hofprediker van de vorst van Hessen-Homburg, en van Rosine Thellusson. Hij is de neef van de waterbouwkundige Christiaan Brunings (1736-1805).
Hij was in dienst van het Hoogheemraadschap van Rijnland voor het kwartier van Spaarndam. Leidde de droogmaking  de Nieuwkoopsche en Zevenhovensche polder en klom vervolgens op tot hoofdingenieur bij Rijkswaterstaat, belast met de dienst Droogmakingen. Hij ontwierp, met Arie Blanken, een plan voor droogmaking van de Zuidplas en de Waverveense Plassen.
Op zijn verzoek kreeg hij op 6 oktober 1824 pensioen, en bleef in Leiden wonen. Hij was gehuwd met Elizabeth de Haan.
Brunings was vanaf 1793 lid van de Hollandsche Maatschappij der Wetenschappen te Haarlem; sedert 1812 Lid van de eerste klasse van het Koninklijk Nederlands Instituut, en sedert 1820 van het Provinciaal Utrechtsch Genootschap.
De bibliotheek van de Universiteit Leiden heeft ook nog brieven van Christiaan Brunings aan Jean Henri van Swinden (1746-1823).
- Biografisch Portaal: 49480408
- Gemeinsame Normdatei: 13926566X
- International Standard Name Identifier: 0000 0000 7113 9799
- Nederlandse Thesaurus van Auteursnamen: 06962805X
- Virtual International Authority File: 100553753
- WorldCat: E39PBJjRYQ8xJfDMkw3hjM9VYP